# حمید مجید موسی
حمید مجید موسی (عربی: حميد مجيد موسى؛ زادهٔ ۷ ژانویهٔ ۱۹۴۱) سیاست‌مدار و دبیرکل حزب کمونیست عراق است. او یکی از اعضای شورای حکومتی بود که پس از تهاجم سال ۲۰۰۳ ایالات متحده آمریکا به عراق، تشکیل شد. او در مجلس ملی به ریاست ایاد علاوی حضور داشت.
مجید موسی از خانواده شیعی است.